# 美阳县 (秦国)
美阳县，中国古县名。
战国秦孝公时（前361年—前338年）置，治所在今陕西省武功县西北。东汉永初五年（111年），安定郡侨治于此。北魏太和中废。北周天和四年（569年）复置。建德三年（574年）废。